# Petritoli
Petritoli è un comune italiano di 2 103 abitanti della provincia di Fermo nelle Marche.

## Geografia fisica
Il territorio comunale si trova nella sponda sinistra dell'Aso, ad eccezione di una piccola porzione circondata dal comune di Carassai.
Il paese si sviluppa in sette colli, da ovest ad est sono: colle "dell'acquedotto", colle "del liverano" detto che "della liberata", colle del cimitero, il colle dove è situato il centro storico, il colle del parco della rimembranza detto "monte", il colle "della fornace" e il colle "San Savino". l'abitato principale è sito a 358 m s.l.m. mentre il punto più alto topograficamente è il colle dell'acquedotto con 366 m s.l.m.; la parte a sud è caratterizzata dalla pianura alluvionale scavata dal fiume Aso, la cresta dei colli petritolesi funge anche da spartiacque tra suo il bacino idrografico e quello del fiume Ete Vivo di cui torrente Casollo scorre nel territorio comunale tra il centro abitato principale e la frazione Moregnano.

## Origini del nome
Il nome Petritoli deriverebbe dalla fusione dei tre castelli di Petrosa, Petrania e Petrollavia, ma l'etimologia è controversa, in quanto tali nomi sono riferibili a tre borghi e relative vie, costruiti fuori le mura del castello; ipotesi ormai accantonata è quella di Luigi Mannocchi che vedeva il paese fondato da una tale "Rodolfo" da cui prendeva il nome in "Castel Rodolfo".

## Storia
Petritoli fu fondata da monaci farfensi nel X secolo con il nome di Castel Rodolfo. Passata sotto Transarico barone di Saltareccia, fu ceduta al vescovo di Fermo nel 1055. Dal 1198, si governò con propri statuti fino alla conquista, avvenuta nel 1250, di Federico II che la cedette a Fermo, alleata imperiale. Dopo alterne vicende, che videro assedi e distruzioni, alternati a periodi di relativa autonomia con periodi di sottomissione a Fermo, sotto Napoleone ebbe il titolo di Cantone, partecipando attivamente ai successivi moti risorgimentali.

### Simboli
Lo stemma del Comune di Petritoli è stato concesso con decreto del presidente della Repubblica del 28 settembre 2007.
Il gonfalone è un drappo di azzurro.

## Monumenti e luoghi d'interesse

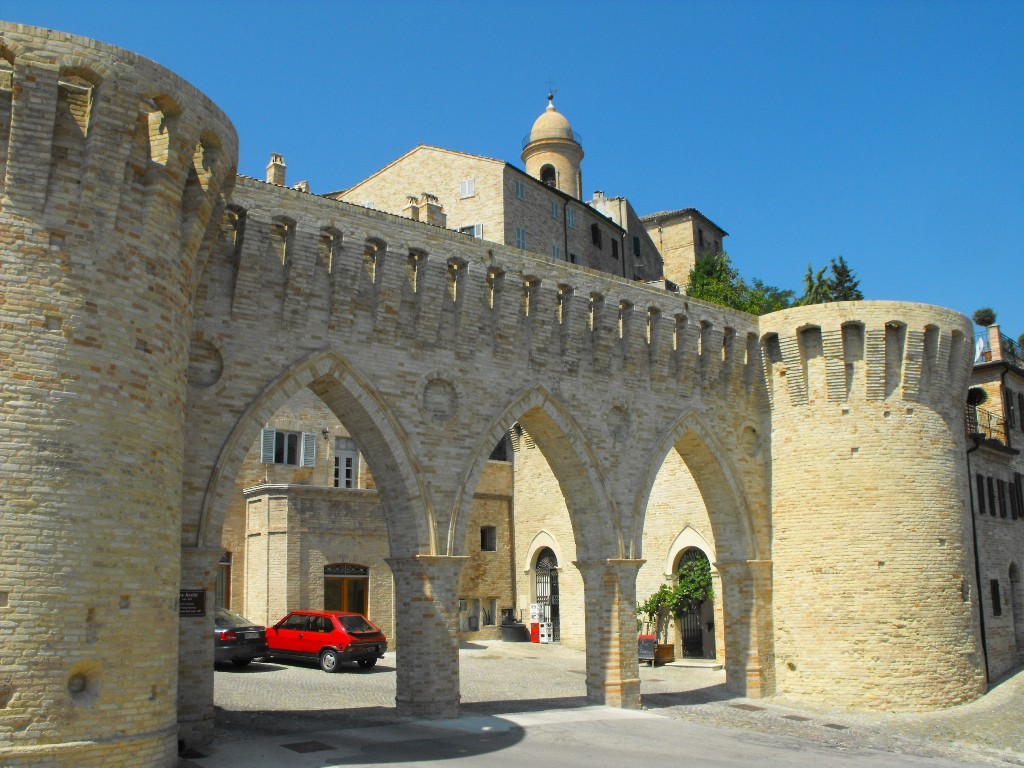
Tre archi ogivali

Attraverso tre archi ogivali ottocenteschi, racchiusi entro due torrioni del XV secolo, si accede al paese antico.
L'ex convento delle Clarisse, ora Palazzo Comunale, conserva in una sala dell'interno un coro ligneo del XVII secolo.

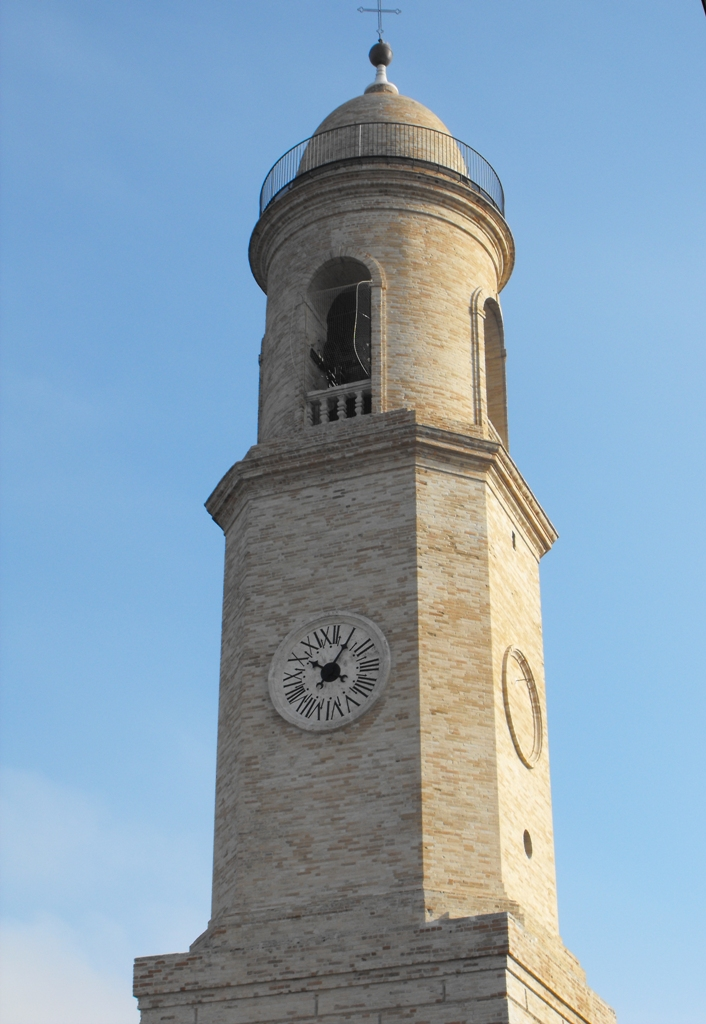
Torre civica

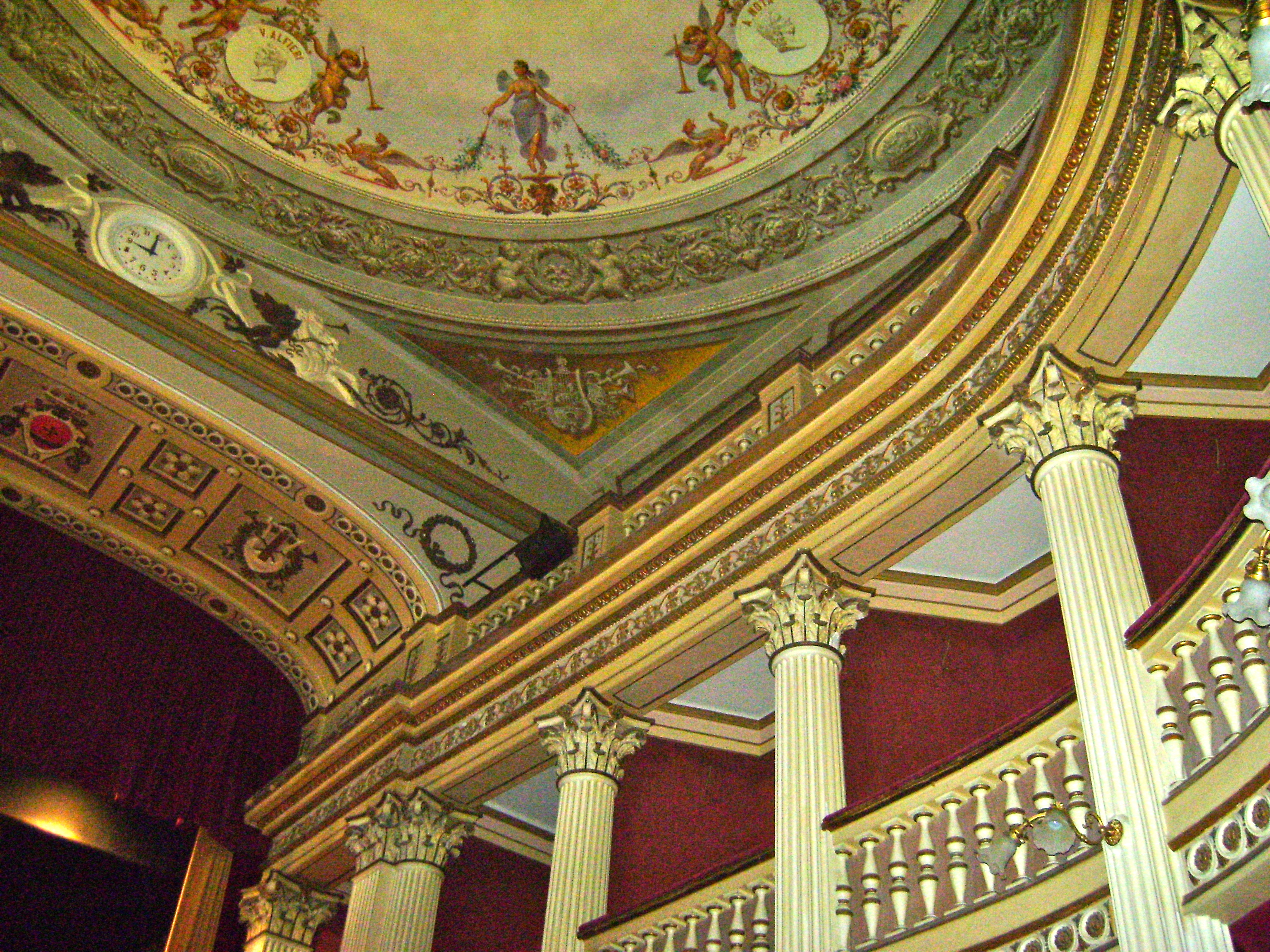
Teatro dell'Iride

La Torre civica, venne realizzata nell'ottocento sovrapponendo tre diverse piante: una basamento quadrato a bugnato, un soprastante corpo ottagonale e uno rotondo terminale coronato da cupolino, entrambi in muratura di mattoni. Nel corso principale si trova il novecentesco Palazzo Vitali, in stile gotico-veneziano. Accanto vi è il teatro dell'Iride (1873-77), costruito su disegno dell'architetto Giuseppe Sabbatini e inaugurato il 20 Maggio 1877. Il progetto del piccolo teatro è ispirato al Teatro della Fortuna di Fano. Chiuso nel 1957 per motivi di sicurezza, fu riaperto nella primavera del 1982 dopo lavori di restauro.
Fuori dal centro storico, si trova l'ex convento dei Minori Osservanti, ora adibito a poliambulatorio, l'annessa chiesa, con soffitto settecentesco a cassettoni ottagonali istoriati con tempere a tuorlo d'uovo, conserva all'interno un organo del Callido.
In prossimita del centro storico, in contrada papagnano è presente un lavatoio pubblico con relativa fonte denominato "Antiche Fonti"; il sito è stato recentemente rivitalizato da uno stato di abbandono.
La frazione di Moregnano, Comune fino al 1869, è strutturato come un insediamento fortificato.

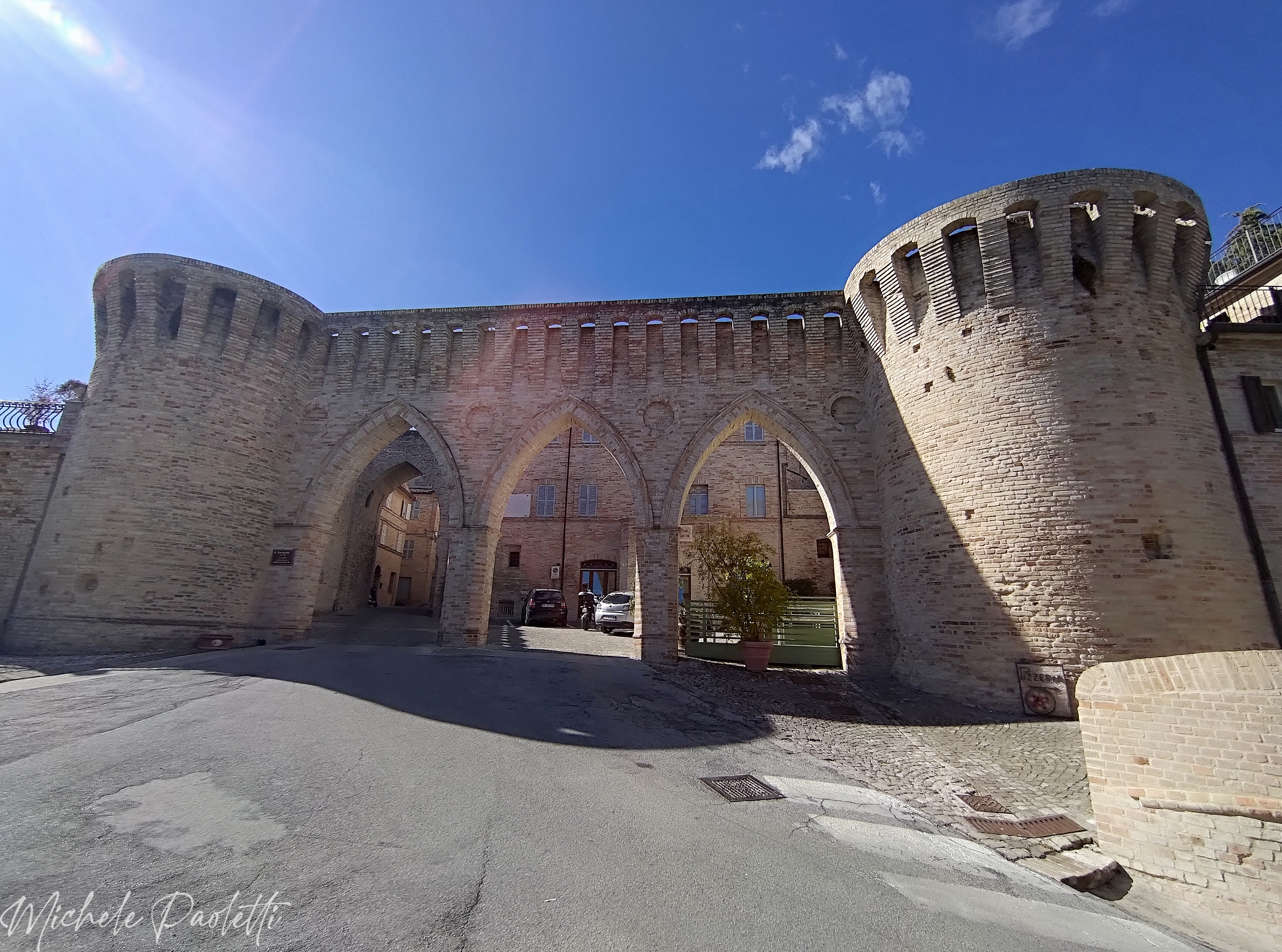
Vista d'igresso della città

## Società

### Evoluzione demografica
Abitanti censiti

## Geografia antropica

### Frazioni
Nel comune di Petritoli sono site due frazioni:

#### Moregnano
Moregnano è un piccolo castello medievale, precedentemente comune, è arroccato a nord del territorio paesano su di un colle a 318 m s.l.m. La frazione ospita ad oggi manifestazioni e associazioni culturali di varia natura.

#### Valmir Di Petritoli
Valmir è sita in contrada S. Antonio lungo la Strada statale 433 di Val d'Aso all'incrocio tra la stessa e la strada che, con un ponte costruito nel 1956, collega Carassai a Petritioli. Ufficializzata come frazione nel 1979 col toponimo ufficiale di "Valmir di Petritoli" aveva già presente una parrocchia con relativa chiesa di "S. Maria Assunta" edificata nel 1965; l'abitato è prevalentemente di costruzione post-bellica e presenta edifici alternati da aree di servizio e campi agricoli, il centro della comunità è certamente piazza Primo Maggio edificata nel 1996 e circondata da aree verdi e due fontane.

## Economia
Dal 2012 il borgo marchigiano è rifiorito grazie al turismo europeo: coppie francesi, tedesche e olandesi hanno scelto Petritoli come cornice per le proprie nozze favorendo notevolmente il rilancio dell'economia locale.

## Amministrazione
| Periodo        | Periodo        | Primo cittadino    | Partito                            | Carica  | Note   |
| -------------- | -------------- | ------------------ | ---------------------------------- | ------- | ------ |
| 9 giugno 1988  | 7 giugno 1993  | Romualdo Monaldi   | Partito Liberale Italiano          | Sindaco | [ 10 ] |
| 7 giugno 1993  | 28 aprile 1997 | Eugenio Monaldi    | Indipendente                       | Sindaco | [ 10 ] |
| 28 aprile 1997 | 14 maggio 2001 | Achille Maccaferro | Indipendente                       | Sindaco | [ 10 ] |
| 14 maggio 2001 | 28 maggio 2006 | Achille Maccaferro | Lista civica                       | Sindaco | [ 10 ] |
| 30 maggio 2006 | 16 maggio 2011 | Luca Tomassini     | Lista civica                       | Sindaco | [ 10 ] |
| 16 maggio 2011 | 5 giugno 2016  | Luca Tomassini     | Lista civica Insieme per Petritoli | Sindaco | [ 10 ] |
| 5 giugno 2016  | 3 ottobre 2021 | Luca Pezzani       | Lista civica Insieme per Petritoli | Sindaco | [ 10 ] |
| 4 ottobre 2021 | in carica      | Luca Pezzani       | Lista civica Insieme per Petritoli | Sindaco | [ 10 ] |

### Gemellaggi
Petritoli è gemellato con:
- Vidor (TV)[11][12][13]

### Altre informazioni amministrative
Fa parte dell'ex area vasta n. 4 di Fermo, dell'Azienda sanitaria unica regionale delle Marche (A.S.U.R. Marche), che dal 1º gennaio 2023 ha cambiato nome in A.S.T. Fermo (Azienda Sanitaria Territoriale).

## Sport

### Calcio a 11
Nel territorio Petritolese hanno sede 2 squadre di calcio dilettantistico:
- A.S.D. Petritoli 1960: Fondata nella stagione 1960-1961 con una squadra che attualmente milita in Prima Categoria, con una folta tifoseria e un lungo trascorso storico è ad oggi la principale realtà sportiva Petritolese, la società organizza anche la annuale "sagra della sporbatura".[14]
- SPES Valdaso 1993: Squadra è iscritta alla Terza Categoria e possiede un settore giovanile, la squadra rappresenta un'unione tra vari paesi della Valdaso.

### Calcio a 5
Il paese ha due squadre di calcio a 5, il Petritoli C5 e il Real Patritoli C5, entrambe disputano il campionato CSI.

### Basket
La Nuova Petritoli Basket ha un settore giovanile che nel 2012-2013 si è esteso ai paesi di Ponzano di Fermo, Montegiorgio e oltre a Petritoli anche a Falerone.

### Pallavolo
La Folly Volley A.S.D. disputa, oltre ai campionati femminili giovanili di mini-volley e under 13, il campionato provinciale di 1ª divisione.

### Impianti sportivi
Nel territorio comunale sono dislocati vari impianti sportivi, di qui la maggior parte sono collocati in contrada S. Vitale.
I più importanti:
- Stadio Comunale S. Vitale: Campo da calcio a11 in erba naturale con adiacenti spogliatoi e tribuna coperta, ospita la partite casalinghe del Petritoli calcio.
- Campo Sportivo Nelson Tomassini: Campo da calcio a11 dove vengono giocate le partite casalinghe della SPES Valdaso.
- Palazzetto dello Sport: Campo polisportivo coperto adatto per giocare a pallavolo, basket e calcio a5 pavimentato di legno con spogliatoi e tribune.